# Грандидьера
Грандидьера (лат. Grandidiera) — монотипный род растений семейства Ахариевые (Achariaceae) произрастающий на территории Кении, Танзании и Мозамбика.

## Название
Родовое латинское (научное) название Didierea дано в честь Альфреда Грандидье (фр. Alfred Grandidier, 1836—1921) — французского путешественника, натуралиста и летописца Мадагаскара.

## Описание
Кустарник или дерево высотой 2–6 м. Веточки имеют короткие ± прижатые волоски на концах и голые снизу. Листья варьируются от обратноланцетных до обратнояйцевидных форм, с удлиненно-острым заострением на вершине. Они часто немного изогнутые, с клиновидным и папирусообразным основанием. Листовые пластинки голые, за исключением нескольких волосков на средней жилке и жилках снизу. Они могут быть цельнокрайними или неглубоко волнистыми, с длиной 8–25 см и шириной 3,5–5(–7,5) см. Черешки листьев вначале опушенные и имеют длину 0,7–2(–2,5) см. Прилистники шиловидные, опушенные и обычно опадают, их длина составляет 6–7 мм.
Растение имеет колосовидные кисти, образующиеся из верхних пазух листьев. Они малоцветковые и достигают длины 0,5–2,5 см, коротко опушенные на всей длине. Цветоножка верхушечного обоеполого цветка имеет длину около 5(–7) мм, а нижних мужских цветков — 1–2 мм. Чашелистики полукруглые, бледно-зеленые и имеют диаметр (2–)3 мм. Лепестки яйцевидно-эллиптические, голые, перепончатые и окрашены в беловатые или желтоватые оттенки. Длина лепестков составляет (3–)4–5 мм, а ширина — 2-3 мм. Тычинки имеют примерно 3 мм длины. Завязь яйцевидная и слабо опушенная. Плод округлый, примерно 1,7 см в поперечнике, и имеет тонкие поперечно-жильчатые, опушенные крылья, которые дистально оттянуты и городчатые, примерно 1 см в длину. Семена растения яйцевидные и мелкие.

## Таксономия
Grandidiera Jaub., первое упоминание в Bull. Soc. Bot. France 13: 467 (1866).

### Виды
По данным сайта Plants of the World Online на 2023 год, род включает один подтвержденный вид:
- Grandidiera boivinii Jaub.